# Euroliga 2001./02. (vaterpolo)
Ovo je trideset i deveto izdanje elitnog europskog klupskog vaterpolskog natjecanja. Sudjelovalo je 28 momčadi, a Final Four održan je u Budimpešti u Mađarskoj.
Poluzavršnica
- Posillipo -  Honvéd 8:9
- Jug -  Olympiakos 5:8

Završnica
- Honvéd -  Olympiakos 7:9

- sastav Olympiakosa (prvi naslov): Gerasimos Voltirakis, Athanasios Platanitis, Antonis Vlontakis, Theodoros Kalakonas, Theodoros Hatzitheodorou, Lappas, Petar Trbojević, Giorgos Psihos, Nicolaos Deligiannis, Dim Kravaritis, Themis Chatzis, Arsenis Maroulis, Ioannis Thomakos, Maroulis